# Poule de Bourbourg
Pour l’article homonyme, voir Bourbourg.
La bourbourg est une race de poule domestique originaire du Nord de la France. Comme le canard du même nom, elle doit son nom à la ville de Bourbourg dans le Nord, où se tenait autrefois l'un des marchés agricoles les plus importants de la région.

## Origine et histoire
Elle provient du croisement d'un coq brahma (race asiatique) herminé et de poules locales. On l'appelait la « faverolles du nord ». Déjà très célèbre vers 1920, sa cote s'est amoindrie à partir des années 1960, jusqu'en 1975 où elle a disparu du fait de la mécanisation et des machines à ponte. On recommence à la voir en expositions avicoles depuis les années 1980.
C'est une race de volaille à deux fins, c'est-à-dire une bonne pondeuse produisant de beaux poulets.
L'élevage de la poule de Bourbourg était très répandu dans les environs de Bourbourg, Bergues, Ardres, Saint-Omer et Hazebrouck. Cette race est appréciée pour sa chair tendre ainsi que pour sa ponte.
De la brahma, elle a hérité la couleur, des plumes aux pattes et une masse corporelle importante. Des volailles locales, elle a hérité d'une meilleure ponte, d'une croissance plus rapide et d'une plus grande finesse de chair que les Asiatiques.

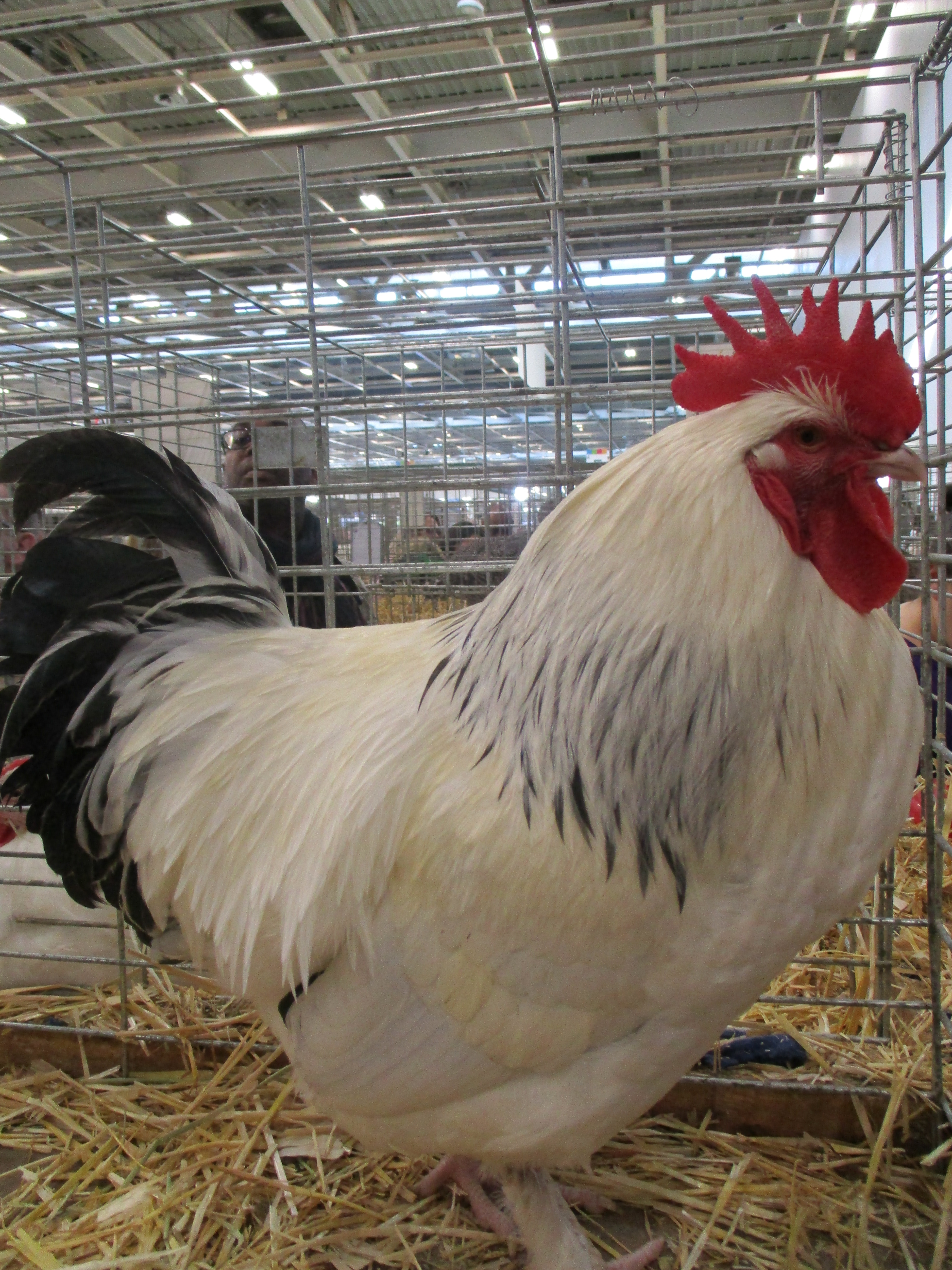
Coq de Bourbourg.

### Standard
- Masse idéale: Coq : 3 à 4 kg ; Poule : 2,5 à 3 kg
- Crête : simple
- Oreillons : rouges
- Couleur des yeux : rouge orangé
- Couleur de la peau : blanche
- Couleur des tarses : claire
- Variétés de plumage : blanc herminé
- Œufs à couver : min. 60 g, coquille couleur crème
- Diamètre des bagues : Coq : 20 mm ; Poule : 18 mm

## Club officiel
- Bourbourg-Hergnies club de France à Haillicourt

## Sources
- Le Standard officiel des volailles, (Poules, oies, dindons, canards et pintades), édité par la SCAF.